# 福岡ベルエポック美容専門学校
福岡ベルエポック美容専門学校（ふくおかべるえぽっくびようせんもんがっこう）とは、福岡県福岡市博多区にある私立専修学校。運営は学校法人滋慶学園。

## 概要
厚生労働大臣指定美容師養成施設認定校、文部科学省・専門学校認可校。美容師・ヘアメイクアーティスト・ブライダルヘアメイクアーティスト・ビューティアドバイザー・ネイリスト・エステティシャンらを養成する。

## 沿革
ホームページ沿革より抜粋
- 2004年 - 創立。美容師科・トータルビューティ科を設置。
- 2006年 - 美容師科通信課程設置。
- 2010年 - ファッション・ブライダル科設置。
- 2012年 - トータルビューティ科1年夜間課程設置。
- 2014年 - ファッション・ブライダル科をブライダル科へ名称変更。
- 2015年 - 美容師実践科設置。
- 2018年 - ブライダル科をヘアメイク科へ名称変更。
- 2019年 - 国際ビューティビジネス科設置。美容師実践科をトップスタイリスト科へ名称変更。
- 2020年 - ブライダルコーディネーター科設置。
- 2022年 - 高等課程　美容科設置。ブライダルコーディネーター科をブライダルヘアメイク科へ名称変更。
- 2023年 - ビューティWEBデザイナー科設置。
- 2024年 - ビューティWEBデザイナー科をビューティWEBクリエイター科へ名称変更。

## 設置学科
ホームページ 学科・コースより抜粋
- 美容師科（2年制）
- ヘアメイク科（2年制）
- トータルビューティ科（2年制）
- ブライダルヘアメイク科（2年制）
- ビューティWEBクリエイター科（2年制）
- 高等課程　美容科（3年制）
- 美容師科通信課程（3年制）